# Hypsophrys
Hypsophrys es un género de peces de agua dulce perteneciente a la familia de los cíclidos. El género incluye solo dos especies que se distribuyen en América Central.

## Especies
- Hypsophrys nicaraguensis Günther, 1864
- Hypsophrys nematopus, Günther, 1867